# 箱入り娘 (将棋)
- 将棋 > 囲い > 箱入り娘 (将棋)
- 将棋 > 将棋の戦法 > 居飛車 > 箱入り娘 (将棋)

箱入り娘（はこいりむすめ、英: Girl-in-the-House）は将棋の囲いの一種である。居飛車のときの急戦で使用される。舟囲いからの発展形である。

## 特徴
| 9  | 8  | 7  | 6  | 5  | 4  | 3  | 2  | 1  |    |
| 香 | 桂 |    | 金 |    |    |    | 桂 | 香 | 一 |
|    | 王 | 銀 |    | 金 | 飛 |    |    |    | 二 |
|    | 歩 | 歩 | 歩 | 歩 |    | 角 | 歩 | 歩 | 三 |
| 歩 |    |    |    | 銀 | 歩 | 歩 |    |    | 四 |
|    |    |    |    |    |    |    |    |    | 五 |
| 歩 |    | 歩 |    | 銀 | 歩 | 歩 | 歩 |    | 六 |
|    | 歩 |    | 歩 | 歩 |    | 桂 |    | 歩 | 七 |
|    | 角 | 玉 | 金 |    | 飛 |    |    |    | 八 |
| 香 | 桂 | 銀 | 金 |    |    |    |    | 香 | 九 |

舟囲いから、5八の金を6八へ移動させた形の囲い（符号は先手から見た場合。以下同様）。舟囲いよりは固くなるが、あまり実戦では見られない。
名前の由来については、玉がちょうど箱の中に入っているような形をしているからで、命名は加藤治郎である。他に、（通常の用法の）「箱入り娘」と同様に「堅そうだが手がつくと早いから」という俗説が存在する（囲いが「堅い」という表現と、身持ちが「堅い」という表現をかけた卑猥な冗談である）。
『将棋世界』2022年10月号の記事「将棋世界1000号記念・将棋世界クロニクル」（執筆：小笠原輝、P.46）では、「木村美濃」「カニ囲い」「流れ矢倉」などとともに、『将棋世界』1947年2月号、3月号での「駒組名称募集」の読書投票で囲いの名前が決まったと記述されている。
利点としては、一手で舟囲いよりも固い囲いにできるということが挙げられるが、他の舟囲いからの発展形である左美濃などよりは堅さは格段に劣る。しかし、舟囲いの弱点であった6九の金を6八の金によって強化したことは大きい。また、対振り飛車戦で飛車を3筋（7筋）に回して角頭を狙った際に、銀交換後の割り打ちを避けられるという利点もある。
一方で、端や玉頭からの攻撃に対し、右辺への退路が塞がれているため、玉が窮屈であるという面もある。さらに、7九の銀を動かせないため、玉をさらに囲うなどしない限り働きの悪い駒となってしまう可能性がある。
振り飛車が銀冠や高美濃囲いにまで発展している場合には、上部からの攻撃が弱いために、左銀急戦などでは用いられることは少ない。一方で最短の仕掛けを狙う、対四間飛車4六銀右戦法において使用されることがある。後手の△3二銀型に対して▲3八飛車と回る形の変化で現れる。
相手の様子をみながら居飛車穴熊や左美濃を組む際にこの形になることはある。